# Аеро-клуб
Аеро-клуб је спортска ваздухопловна организација која има за циљ развој и унапређење ваздухопловних спортских дјелатности чланова и популаризације спортског ваздухопловства.
У Краљевини Срба, Хрвата и Словенаца је 22. октобра 1921. основан Српски аероклуб у Београду чији су оснивачи били српски авијатичари из Првог свјетског рата, укључујући Тадију Сондермајера. Српски аероклуб постаје 1922. Аероклуб Краљевине СХС, а касније Краљевски југословенски аероклуб Наша крила, са Средишњом управом у Београду и бројним огранцима. Године 1939. има око 54.000 чланова.
Прва једриличарска школа југословенског аеро-клуба је основана 1931. у селу Пиносава код Београда.
Послије Другог свјетског рата у СФРЈ аеро-клубови постоје у саставу Ваздухопловног савеза Југославије.